# Wilfried Bode
Wilfried Bode (* 13. Dezember 1929 in Hannover; † 25. September 2012 in Osterwald, Garbsen) war ein deutscher Wasserballer und zweifacher Olympiateilnehmer.

## Leben
Bode schied 1952 bei den Olympischen Sommerspielen in Helsinki in der Vorrunde aus, bei den Olympischen Sommerspielen 1956 in Melbourne erspielte er mit der deutschen Wasserballmannschaft jedoch den sechsten Platz. Insgesamt absolvierte Bode 72 Nationalspiele. Er nahm an den Wasserball-Europameisterschaften 1954 in Turin (Platz 6) und 1958 in Budapest (Platz 7) teil, war 1948 deutscher Pokalsieger und schwamm zwei deutsche Staffelrekorde.
Nach einem Verkehrsunfall musste er seine Karriere als Wasserballer beim SV Wasserfreunde 1898 Hannover aufgeben. Beim Behindertensportverein Hannover wurde er noch einmal Deutscher Meister. Bode war mit der Schwimmerin Elisabeth Rechlin verheiratet. Er verstarb im September 2012 im Alter von 82 Jahren in Osterwald.